# Prêmio Multishow de Música Brasileira 1998
O Prêmio Multishow de Música Brasileira 1998 foi a quinta edição da premiação realizada pelo canal de televisão Multishow. Ocorreu em 27 de maio de 1998 e foi realizado no Canecão, Rio de Janeiro. Esta edição foi apresentada pelo cantor Toni Garrido e por Alessandra Calor, apresentadora do programa Radical Livre.
A partir desta edição, a premiação passou a se chamar Prêmio Multishow de Música Brasileira e ganhou quatro novas categorias: Melhor Instrumentista, Melhor Música, Melhor Show e Melhor CD. Além disso, os indicados passaram a ser compostos apenas por artistas nacionais. O público votou em seus artistas favoritos através do site do canal Multishow ou por carta. A votação encerrou-se no dia 11 de maio, período no qual o público elegeu os finalistas em nove categorias.

## Categorias
| Categoria             | Vencedor                              | Indicados |
| --------------------- | ------------------------------------- | --- |
| Melhor Cantor         | Gabriel, o Pensador                   | - Caetano Veloso - Djavan - Milton Nascimento - Roberto Carlos                                                                           |
| Melhor Cantora        | Marisa Monte                          | - Daniela Mercury - Fernanda Abreu - Gal Costa - Ivete Sangalo                                                                           |
| Melhor Música         | Vanessa Rangel — Palpite              | - Charlie Brown Jr. — Proibida pra Mim - Gabriel, o Pensador — Cachimbo da Paz - Titãs — Os Cegos do Castelo - Titãs — Pra Dizer Adeus   |
| Melhor Clipe          | Gabriel, o Pensador — Cachimbo da Paz | - Charlie Brown Jr. — Proibida pra Mim - Skank — Garota Nacional - Skank — Uma Partida de Futebol - Titãs — Os Cegos do Castelo          |
| Melhor Show           | Titãs                                 | - Amigos - Banda Eva - Gal Costa - Netinho                                                                                               |
| Melhor CD             | Titãs — Acústico MTV                  | - Banda Eva — Banda Eva Ao Vivo - Gabriel, o Pensador — Quebra-Cabeça - Gal Costa — Acústico MTV - Só pra Contrariar — Só pra Contrariar |
| Revelação             | Vanessa Rangel                        | - Charlie Brown Jr. - Claudinho & Buchecha - Ivete Sangalo - Zeca Baleiro                                                                |
| Melhor Grupo          | Titãs                                 | - Banda Eva - Os Paralamas do Sucesso - Skank - Só pra Contrariar                                                                        |
| Melhor Instrumentista | Carlinhos Brown                       | - Hermeto Pascoal - Léo Gandelman - Milton Guedes - Tony Bellotto (Titãs)                                                                |